# Balinți, Botoșani
Balinți este un sat în comuna Havârna din județul Botoșani, Moldova, România. Se află în partea central-nordică a județului, în Câmpia Moldovei, pe malul drept al iazului omonim, realizat prin îndiguirea Bașeului.

## Istoric
Satul a fost o moșie a mănăstirii Voroneț. E cel mai vechi sat din comună. Numele se spune că ar veni de la Balințeanu – reprezentant al mănăstirii aici. Chiar și biserica este o construcție a legendarei mănăstiri.
Moșia a trecut în arendă pe la diverși îmbogățiți sau dornici de îmbogățire. Pământul nefiind productiv și de ajuns pentru locuitori, a fost părăsit de către stăpânii care au lăsat în urma lor o casă modestă care pe parcurs a devenit școală.